# Taylor Pass
Taylor Pass är ett bergspass i Kanada.   Det ligger i provinsen British Columbia, i den sydvästra delen av landet, 3 500 km väster om huvudstaden Ottawa. Taylor Pass ligger 2 131 meter över havet.
Terrängen runt Taylor Pass är kuperad åt sydväst, men åt nordost är den bergig. Trakten runt Taylor Pass är nära nog obefolkad, med mindre än två invånare per kvadratkilometer.. Det finns inga samhällen i närheten. 
Trakten runt Taylor Pass är permanent täckt av is och snö.